# Vytautas Bubnys
Vytautas Jurgis Bubnys (ur. 9 września 1932 w Čiudiškiai, zm. 24 kwietnia 2021 w Wilnie) – litewski pisarz, dramaturg, eseista, polityk, były członek Seimasu.

## Życiorys

### Kariera pisarska
Urodził się w rodzinie chłopskiej we wsi Čiudiškiai należącej do obwodu Čiudiškiai w dniu 9 września 1932 roku. Studiował  pedagogikę w Wilnie na Litewskim Uniwersytecie Nauk Edukacyjnych, którą ukończył w 1957 roku, uzyskując dyplom magistra filologii litewskiej.
Pomiędzy 1957 a 1966 rokiem pracował jako nauczyciel. W 1966 roku został redaktorem czasopisma „Moksleivis”. W latach 1976–1980 Bubnys pracował w Związku Literatów Litewskich.
Zaczął publikować swoje pisma w 1953 roku. Tworzy przede wszystkim opowiadania, sztuki teatralne, powieści oraz eseje. Do 2012 roku napisał i opublikował 32 książki, niektóre z nich przetłumaczone zostały na inne języki przekształcone w scenariusze filmowe. Opublikowano łącznie około 6 milionów egzemplarzy jego książek. Otrzymał wiele nagród za swoją twórczość, w tym Order Wielkiego Księcia Giedymina. W 2003 roku otrzymał Nagrodę Bałtyckiego Zgromadzenia Literatury.
Jego sztukę charakteryzuje poruszanie problemów społeczno-historycznych. W późniejszej prozie Bubnys porusza tematy natury egzystencjalnej, harmonii i miłości.

### Kariera polityczna
Był członkiem Komunistycznej Partii Litwy do 1989 roku. W wyborach w 1992 roku reprezentował Litewską Demokratyczną Partię Pracy i wybrany został na członka VI kadencji Seimasu w jednoosobowym okręgu wyborczym Prienai (okręg nr. 67).

## Życie prywatne
Jego żona Elena jest dziennikarką, członkiem zarządu Litewskiej Telewizji i Radia. Syn Vygintas jest ekonomistą, prezesem zarządu Litewskiej Kasy Oszczędnościowej.